# Palise
Palise est une commune française située dans le département du Doubs, la région culturelle et historique de Franche-Comté et la région administrative Bourgogne-Franche-Comté. Membre de la communauté urbaine Grand Besançon Métropole et distante d'une vingtaine de kilomètres du centre-ville de Besançon, elle comptait 145 habitants nommés Palisiens et Palisiennes en 2022.

## Géographie
Édifié au milieu d'un vaste méandre de l'Ognon, le village étage ses maisons sur le flanc d'une croupe qui descend doucement vers la rivière.

### Hydrographie

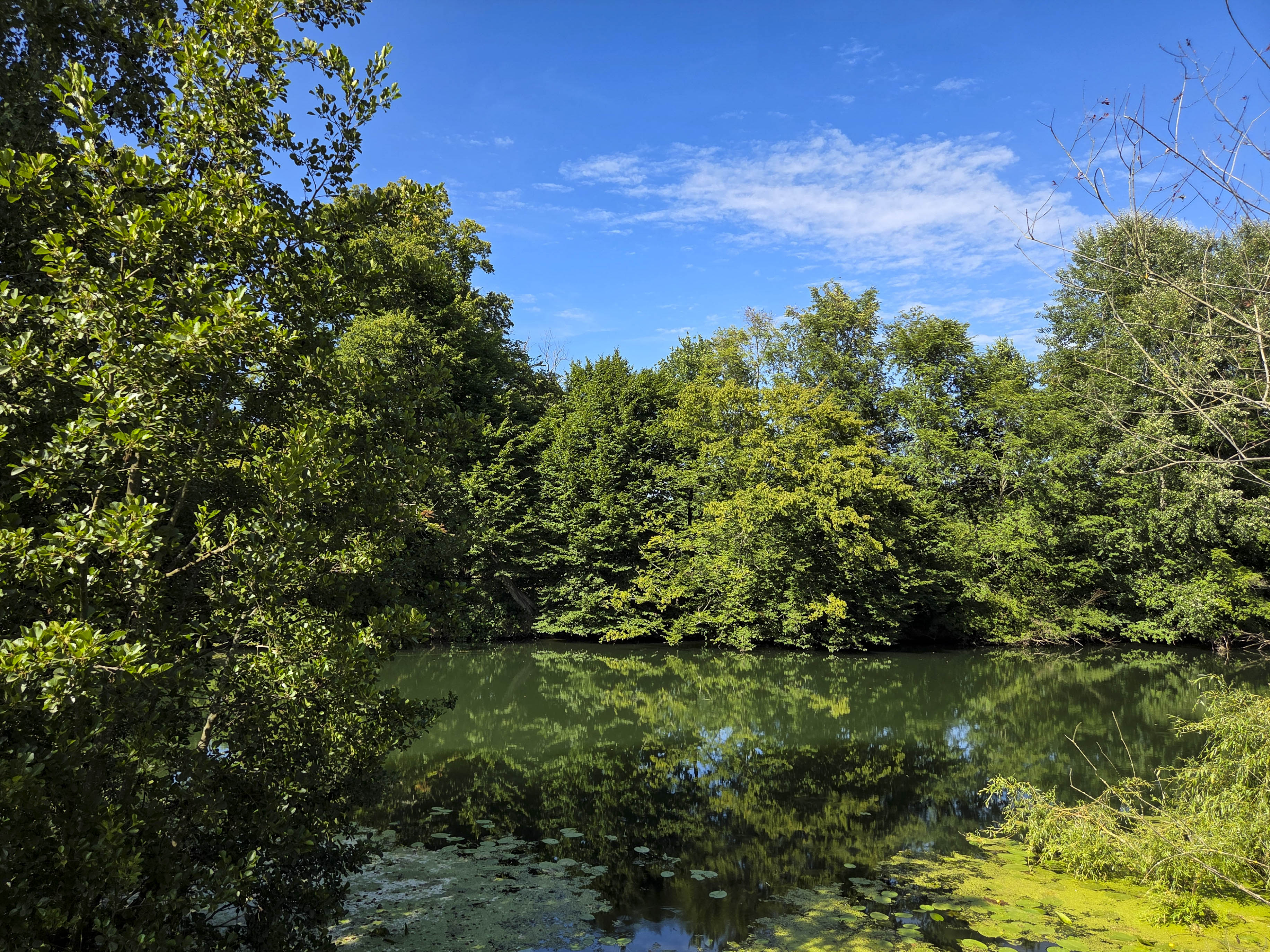
Les rives de l'Ognon face au lavoir-abreuvoir.

La commune s'inscrit entièrement dans un méandre de l'Ognon qui la délimite à l'ouest, au nord et à l'est. La rivière entoure ainsi Palise sur près de 4 km.

### Climat
Pour des articles plus généraux, voir Climat de la Bourgogne-Franche-Comté et Climat du Doubs.
En 2010, le climat de la commune est de type climat des marges montargnardes, selon une étude du Centre national de la recherche scientifique s'appuyant sur une série de données couvrant la période 1971-2000. En 2020, Météo-France publie une typologie des climats de la France métropolitaine dans laquelle la commune est exposée à un climat semi-continental et est dans une zone de transition entre les régions climatiques « Lorraine, plateau de Langres, Morvan » et « Jura ». 
Pour la période 1971-2000, la température annuelle moyenne est de 10,8 °C, avec une amplitude thermique annuelle de 17,6 °C. Le cumul annuel moyen de précipitations est de 1 051 mm, avec 13,1 jours de précipitations en janvier et 9,4 jours en juillet. Pour la période 1991-2020, la température moyenne annuelle observée sur la station météorologique de Météo-France la plus proche, « Rioz », sur la commune de Rioz à 6 km à vol d'oiseau, est de 11,2 °C et le cumul annuel moyen de précipitations est de 1 084,6 mm. 
La température maximale relevée sur cette station est de 39,6 °C, atteinte le 25 juillet 2019 ; la température minimale est de −21,8 °C, atteinte le 20 décembre 2009,,. 
Les paramètres climatiques de la commune ont été estimés pour le milieu du siècle (2041-2070) selon différents scénarios d'émission de gaz à effet de serre à partir des nouvelles projections climatiques de référence DRIAS-2020. Ils sont consultables sur un site dédié publié par Météo-France en novembre 2022.

## Urbanisme

### Typologie
Au 1er janvier 2024, Palise est catégorisée commune rurale à habitat dispersé, selon la nouvelle grille communale de densité à 7 niveaux définie par l'Insee en 2022.
Elle est située hors unité urbaine. Par ailleurs la commune fait partie de l'aire d'attraction de Besançon, dont elle est une commune de la couronne,. Cette aire, qui regroupe 310 communes, est catégorisée dans les aires de 200 000 à moins de 700 000 habitants,.

### Occupation des sols
L'occupation des sols de la commune, telle qu'elle ressort de la base de données européenne d’occupation biophysique des sols Corine Land Cover (CLC), est marquée par l'importance des territoires agricoles (69,4 % en 2018), une proportion identique à celle de 1990 (69,4 %). La répartition détaillée en 2018 est la suivante : 
terres arables (40,8 %), forêts (23,1 %), zones agricoles hétérogènes (18,5 %), prairies (10,1 %), eaux continentales (7,5 %). L'évolution de l’occupation des sols de la commune et de ses infrastructures peut être observée sur les différentes représentations cartographiques du territoire : la carte de Cassini (XVIIIe siècle), la carte d'état-major (1820-1866) et les cartes ou photos aériennes de l'IGN pour la période actuelle (1950 à aujourd'hui).

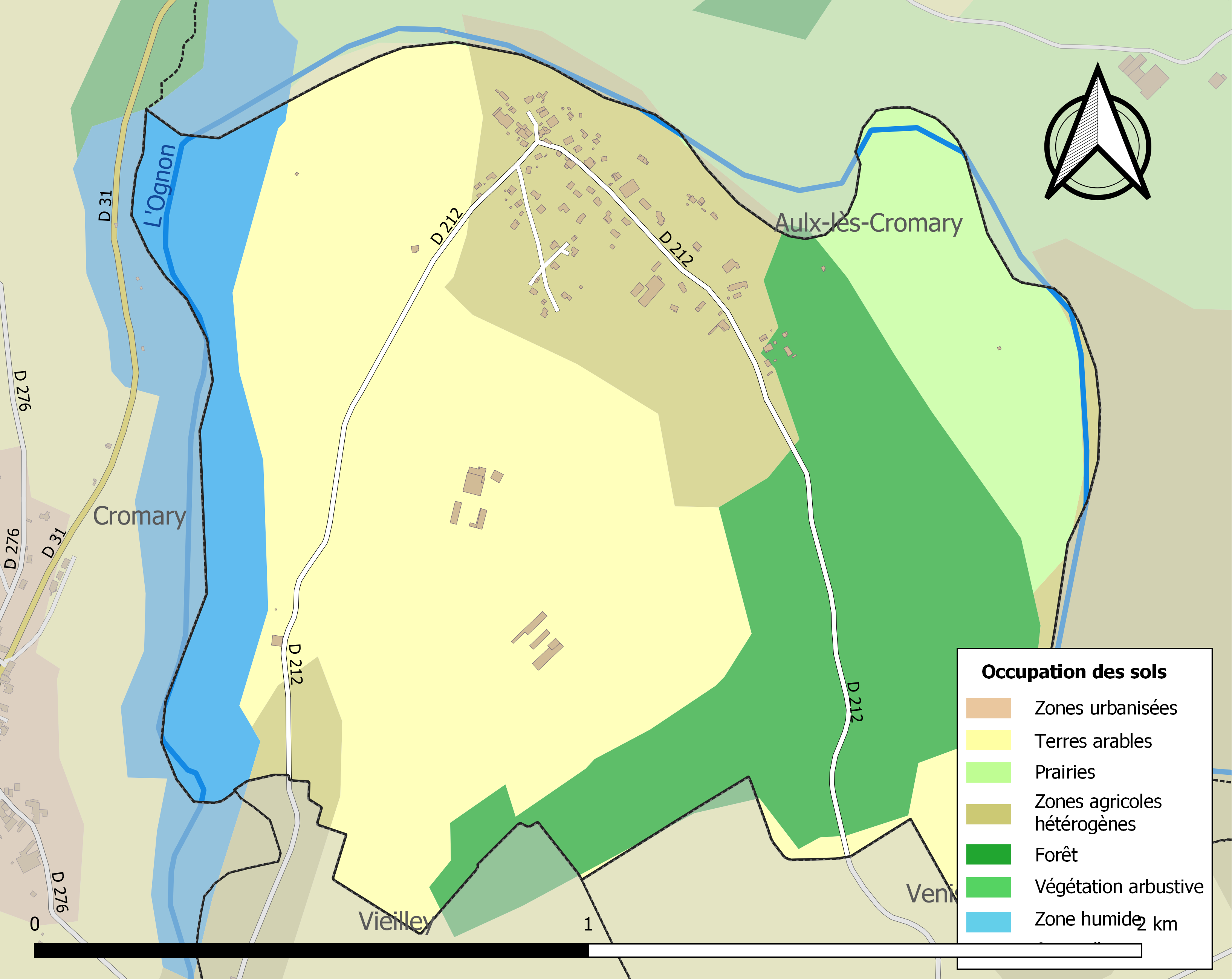
Carte des infrastructures et de l'occupation des sols de la commune en 2018 (CLC).

### Voies de communication et transports

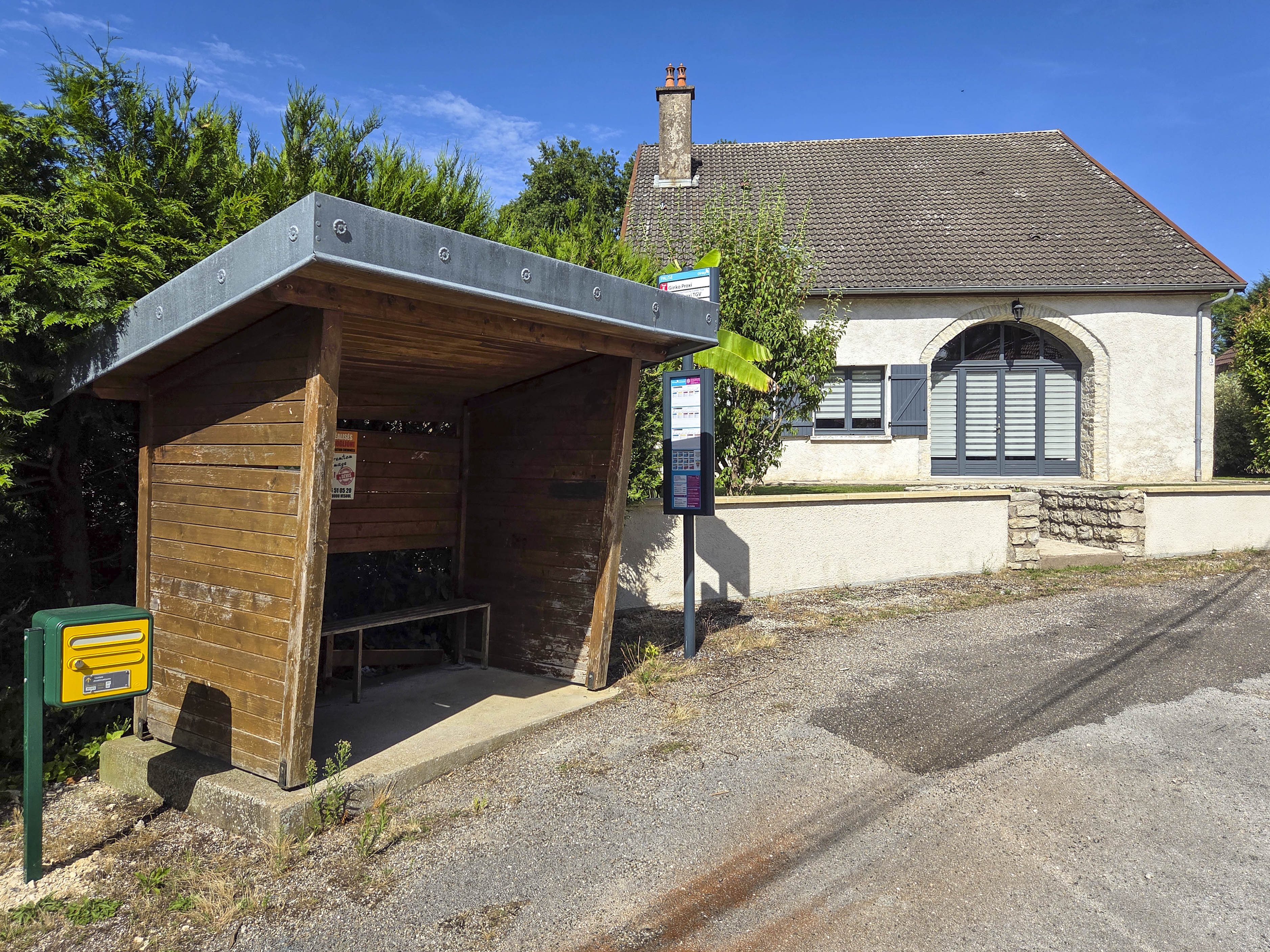
L'arrêt de bus de Palise.

## Toponymie
Pallisia en 1148 ; Parlise en 1161 ; Parlysia en 1218 ; Pallize en 1435.

## Politique et administration

### Administration municipale

#### Liste des maires

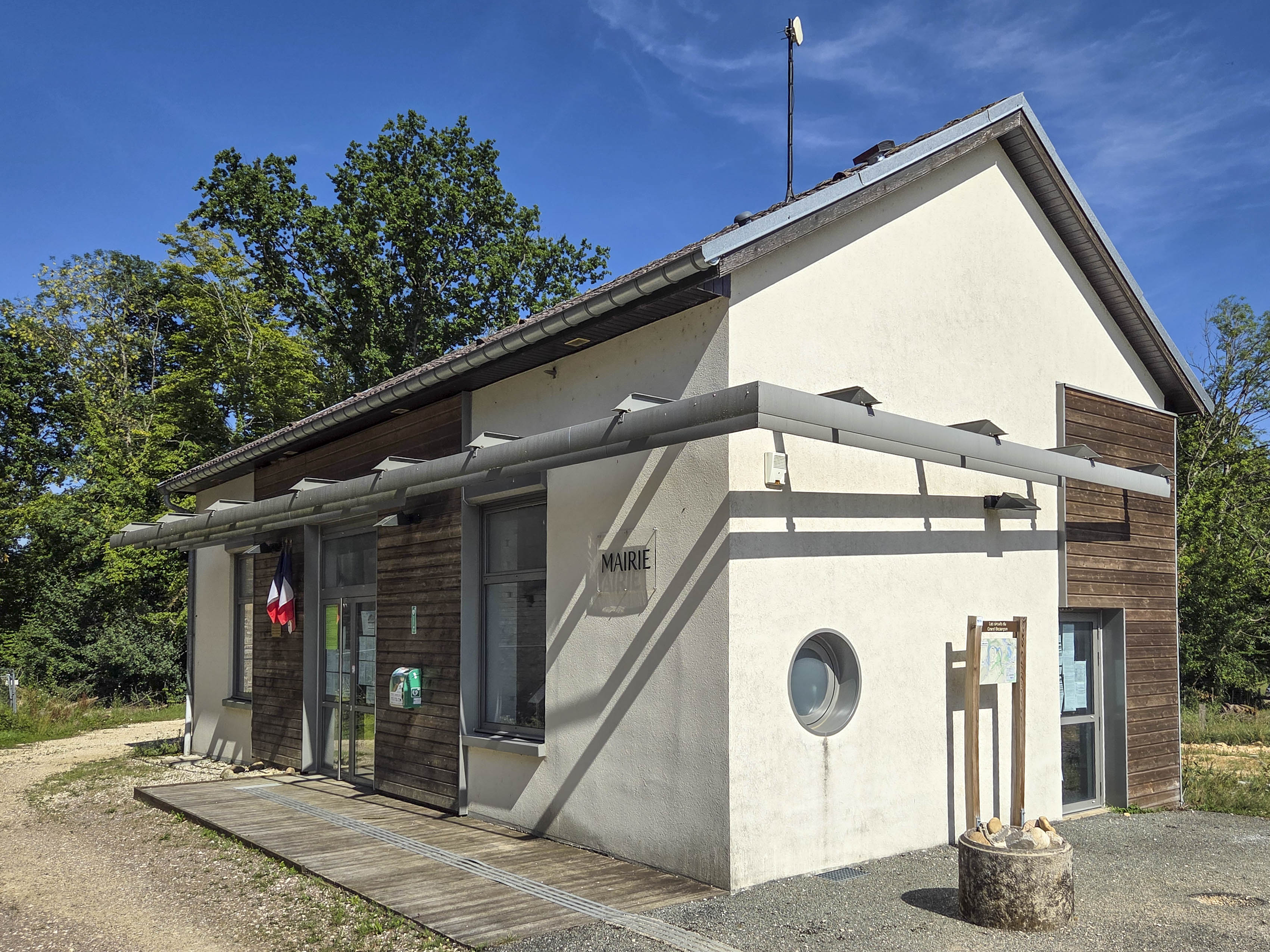
La mairie.

| Période                                  | Période                   | Identité                                         | Étiquette | Qualité  |
| ---------------------------------------- | ------------------------- | ------------------------------------------------ | --------- | -------- |
| avant 1981                               | ?                         | Michel Manet                                     | DVG       |          |
| avant 2002                               | 2008                      | Raymond Boucon                                   | DVD       |          |
| mars 2008                                | En cours (au 31 mai 2020) | Daniel Gautherot, Réélu pour le mandat 2020-2026 | DVD       | Retraité |
| Les données manquantes sont à compléter. |                           |                                                  |           |          |

## Population et société

### Démographie
L'évolution du nombre d'habitants est connue à travers les recensements de la population effectués dans la commune depuis 1793. Pour les communes de moins de 10 000 habitants, une enquête de recensement portant sur toute la population est réalisée tous les cinq ans, les populations de référence des années intermédiaires étant quant à elles estimées par interpolation ou extrapolation. Pour la commune, le premier recensement exhaustif entrant dans le cadre du nouveau dispositif a été réalisé en 2004.

En 2022, la commune comptait 145 habitants, en évolution de +2,84 % par rapport à 2016 (Doubs : +1,88 %, France hors Mayotte : +2,11 %).
| 1793 | 1800 | 1806 | 1821 | 1831 | 1836 | 1841 | 1846 | 1851 |
| ---- | ---- | ---- | ---- | ---- | ---- | ---- | ---- | ---- |
| 103  | 103  | 97   | 90   | 96   | 106  | 94   | 96   | 87   |

| 1856 | 1861 | 1866 | 1872 | 1876 | 1881 | 1886 | 1891 | 1896 |
| ---- | ---- | ---- | ---- | ---- | ---- | ---- | ---- | ---- |
| 58   | 72   | 66   | 69   | 53   | 61   | 45   | 44   | 36   |

| 1901 | 1906 | 1911 | 1921 | 1926 | 1931 | 1936 | 1946 | 1954 |
| ---- | ---- | ---- | ---- | ---- | ---- | ---- | ---- | ---- |
| 46   | 51   | 46   | 38   | 43   | 36   | 36   | 36   | 35   |

| 1962 | 1968 | 1975 | 1982 | 1990 | 1999 | 2004 | 2006 | 2009 |
| ---- | ---- | ---- | ---- | ---- | ---- | ---- | ---- | ---- |
| 32   | 40   | 39   | 61   | 67   | 101  | 107  | 111  | 129  |

| 2014 | 2019 | 2022 | - | - | - | - | - | - |
| ---- | ---- | ---- | - | - | - | - | - | - |
| 142  | 141  | 145  | - | - | - | - | - | - |

## Culture et patrimoine

### Lieux et monuments
- Fontaine-lavoir de 1822.
- L'ancienne église Saint-Martin désacralisée.
- La vallée de l'Ognon et le barrage du moulin de Cromary.

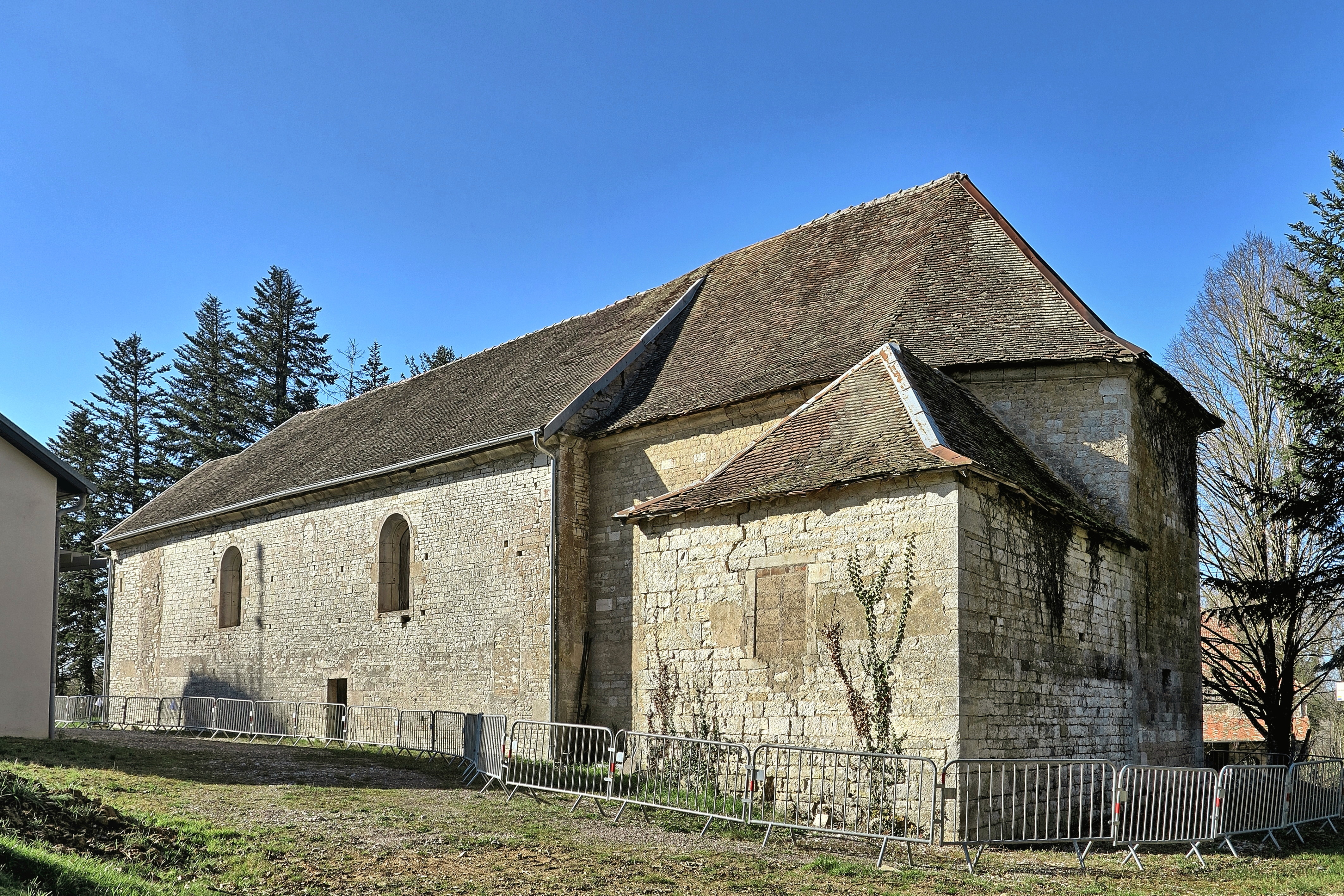
L'ancienne église.
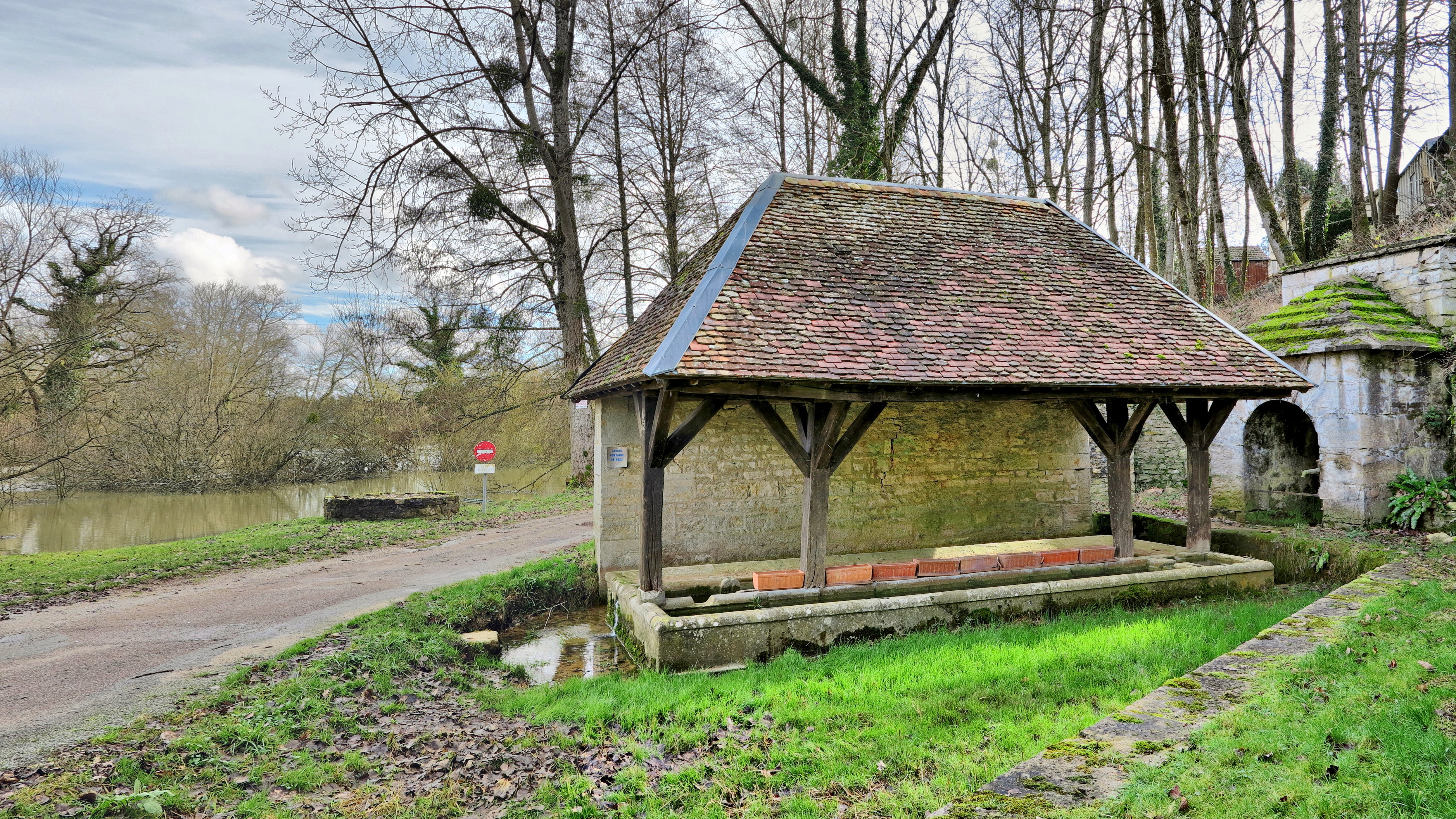
Le lavoir-abreuvoir.
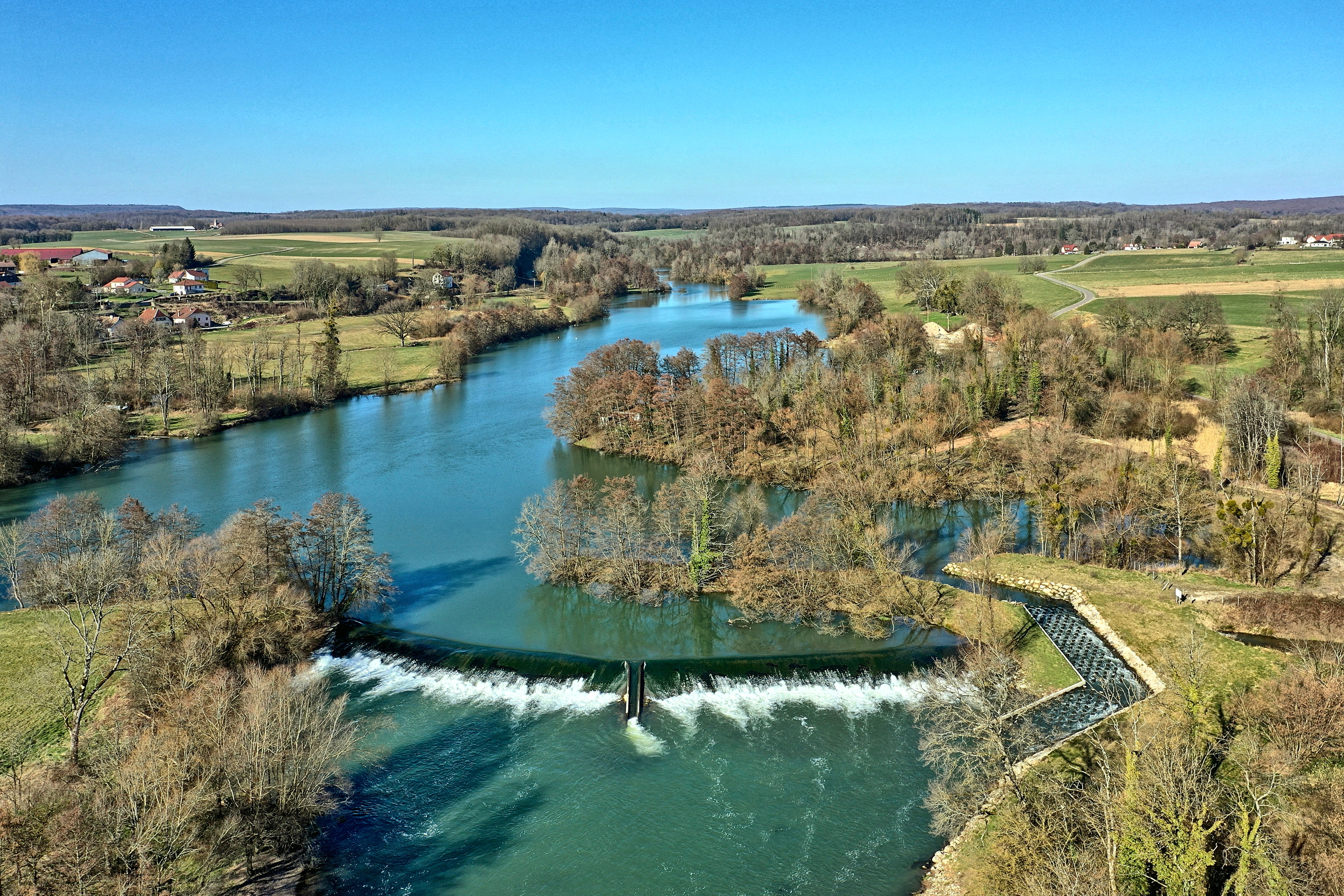
le barrage sur l'Ognon.

### Personnalités liées à la commune
- Bon-Adrien Jeannot de Moncey (1754-1842), nommé maréchal d'Empire en 1804 par Napoléon Ier.

### Héraldique
| Blason de Palise | Blason  | De sinople au chevron d'argent accompagné de deux besants en chef et d'une rose en pointe, le tout d'or. |
| Blason de Palise | Détails | Le statut officiel du blason reste à déterminer.                                                         |